# Polygonum aviculare
La centinodia, Polygonum aviculare, es una especie de planta fanerógama de la familia de las poligonáceas.

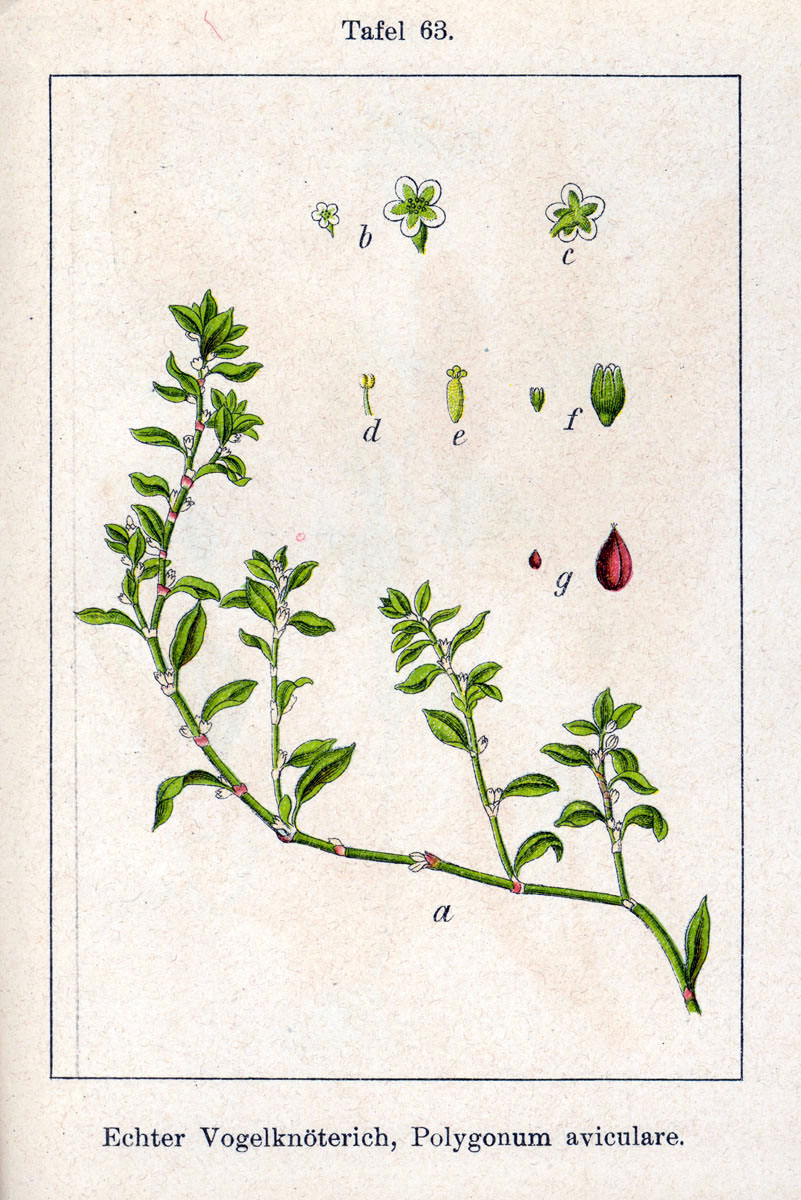
Ilustración.

## Distribución y hábitat
Es una planta originaria de Europa que crece en todo el mundo en terrenos secos, bordes de caminos y zonas no cultivadas. Su nombre aviculare se debe a que muchas especies de pájaros acuden a comer sus pequeñas semillas.

## Descripción
Es una planta herbácea anual, acostada que alcanza los 10-160 cm de altura. Los tallos son delgados con rayas longitudinales, rastreros o ascendentes, con frecuencia muy ramificados; con ócreas membranosas, hialinas, partidas en forma irregular, unidas a los cortos pecíolos que están unidos con las láminas. Las hojas son alternas, lanceoladas de 1-5 cm de longitud generalmente agudas tanto en el ápice como en la base y rodeadas en su base por una estípula plateada. Las inflorescencias son axilares, solitarias o agrupadas en fascículos hasta de 6 flores cortamente pediceladas. Brácteas en forma de embudo, bifurcadas o partidas en forma irregular en la punta, perianto de 2 a 3 mm de largo, verde con los bordes blancos o rojizos, de 5 divisiones unidas en la base; los estambres generalmente 8, no sobrepasan el perianto.
El fruto es un aquenio triangular, rodeado del perianto, de 3 mm de largo y hasta 1,7 mm de ancho, superficie del aquenio lustrosa, punteada, de color café rojizo o café ambarino.

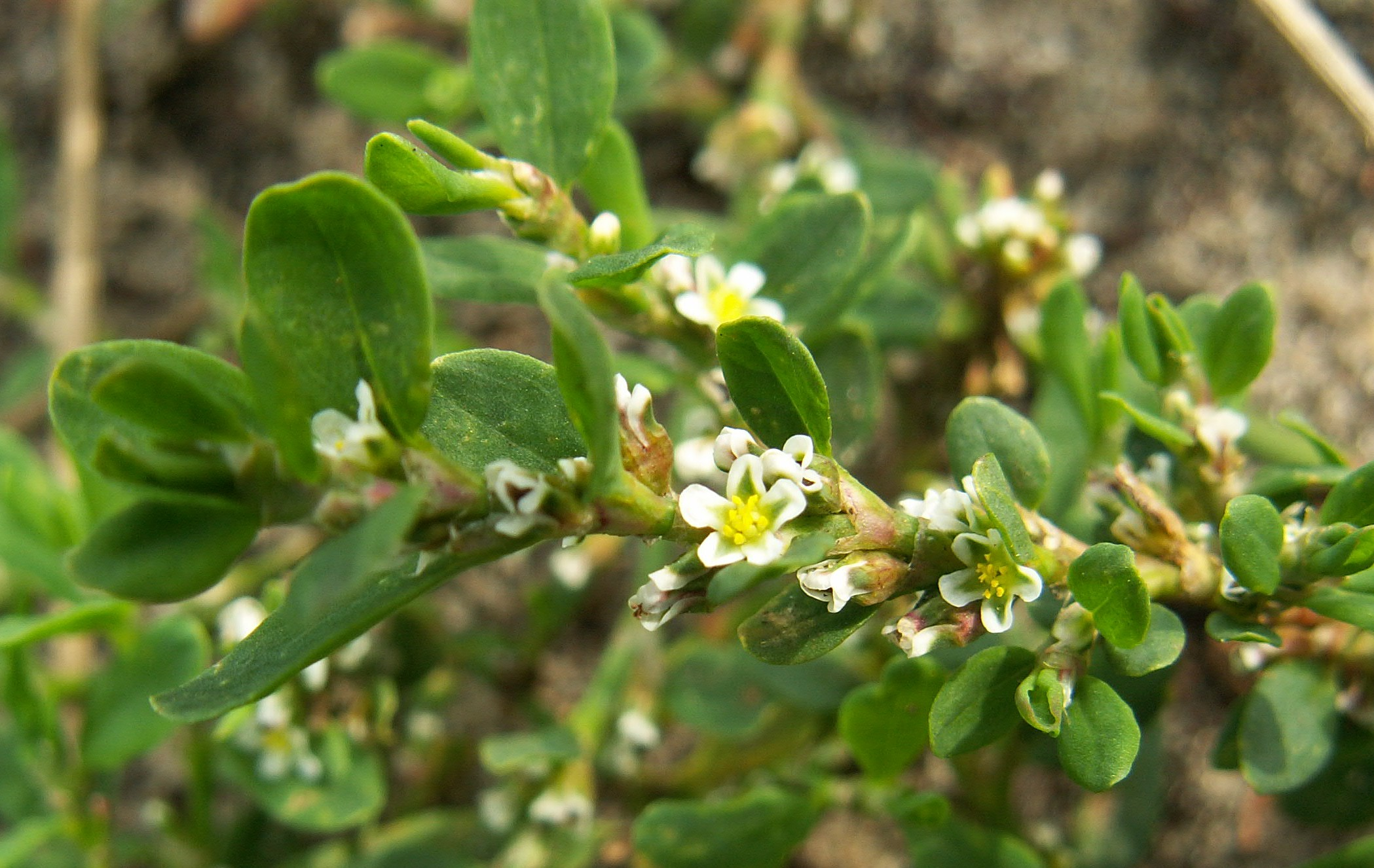
Flores.

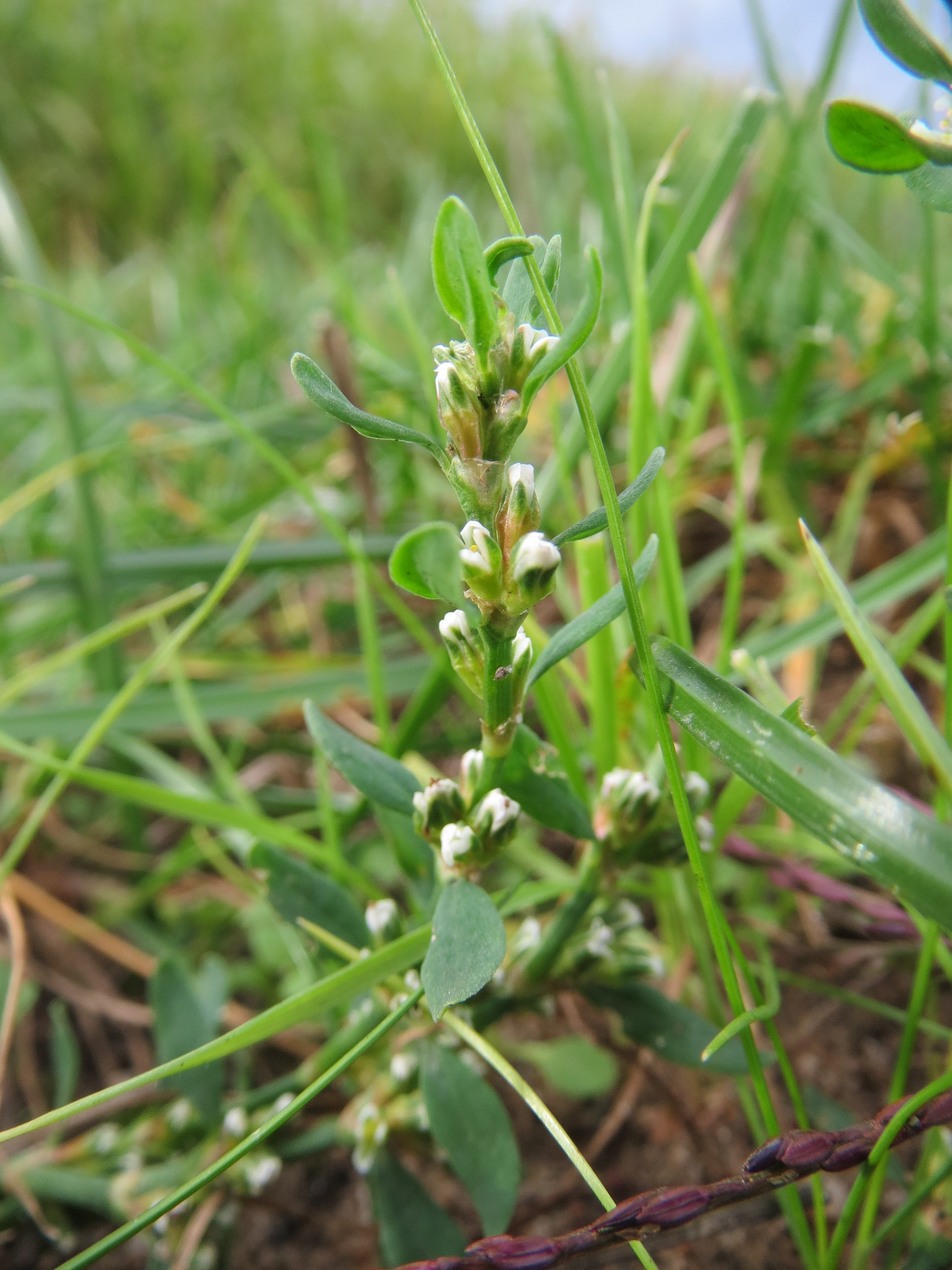
Vista de la planta

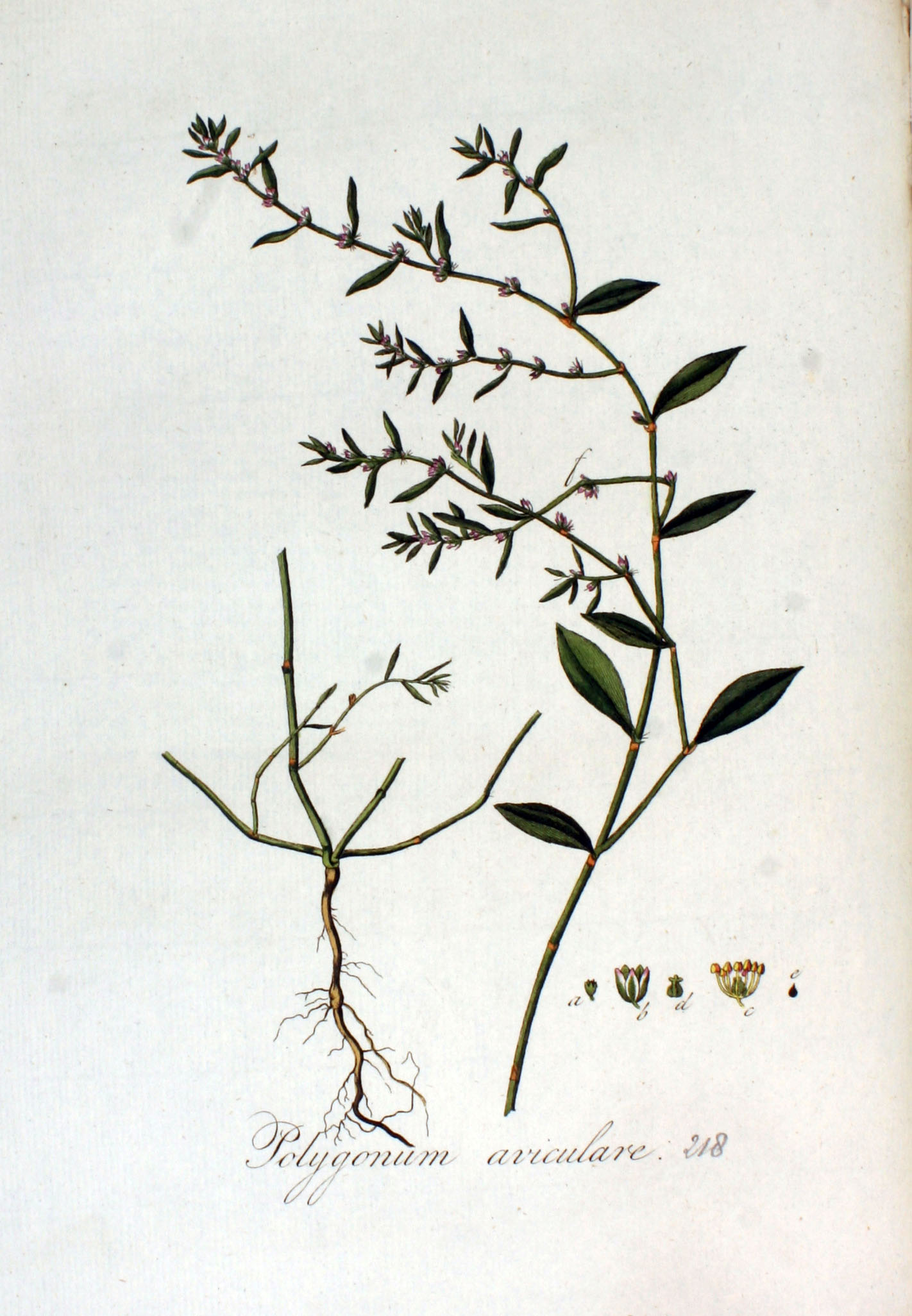
Ilustración de Flora Batava

## Propiedades
Nicholas Culpeper afirma que la planta está regida astrológicamente por Saturno y Capricornio. También  la recomendó  para curar la expectoración de sangre. Los herbolarios modernos la usan para tratar la disentería, el flujo menstrual excesivo, trastornos pulmonares, bronquitis y la ictericia, la vesícula y los cálculos renales.  No todos estos usos están respaldados por la evidencia científica. La planta es un astringente , coagulante , diurético y expectorante 
- Contienen sílice y tanino.
- En decocción está indicado para tratar la enteritis y las diarreas.

Química
P. aviculare contiene los flavonoles avicularina, myricitrina, juglanina, astragalina, betmidina y el lignano aviculina.

## Taxonomía
Polygonum aviculare fue descrita por Carlos Linneo y publicado en Species Plantarum 1: 362–363. 1753.
Etimología
Ver: Polygonum
aviculare: epíteto latíno que significa "como pájaro pequeño".
Subespecies
- Polygonum aviculare subsp. aviculare
- Polygonum aviculare subsp. depressum (Meisn.) Arcang.
- Polygonum aviculare subsp. rurivagum (Jord. ex Boreau) Berher in Louis

Sinonimia
- Avicularia vulgaris Didr.
- Centinodium axillare Montandon
- Polygonum aequale Lindm.
- Polygonum agreste Sumner
- Polygonum aphyllum Krock.
- Polygonum araraticum Kom.
- Polygonum arenastrum Boreau
- Polygonum berteroi Phil.
- Polygonum centinodum Lam.
- Polygonum erectum Roth
- Polygonum heterophyllum Lindm.
- Polygonum retinerve Vorosch.
- Polygonum striatum K.Koch
- Polygonum uruguense H.Gross[5]

## Nombres comunes
- Castellano: acederilla, acejo, alambrillo, altamandria, atamandría, caventarrastros, centinodia, centinodio, chinizo, ciennudillos, cien nudillos, cien-nudillos, ciennudos, cien nudos, cien-nudos, cinchos, consuelda de caminos, corihuela, cornijuela, corregüela, corregüela de caminos, corregüela de los caminos, correhuela, correhuela ancha, correhuela angosta, correhuela blanca, correhuela de los caminos, correhuela de peñas, correhuela matizada, correones, corrigiola, corrigüela, corrigüela de caminos, corrihuela, corriuela, curiolas, enredamarria, gata pelosa, hierba de la golondrina, hierba de la pulmonía, hierba de la sangre, hierba de las calenturas, hierba de los cien nudos, hierba de los cursos, hierba menuda, hierba nudosa, hierba rastrera, hierba sanguinal, hierba terrera, jajo rastrero, lanceta, latiguillo, legua de pájaro, lengua de pájaro, lenguapájaro, levantarrastros, lluenga de muixón, mata de la pulmonía, mielga ratera, milnodia, pasacaminos, pico de gorrión, polígano, polígono macho, prisquillo, quebrantarrastros, quebratarrastros, rastralleta, rastratierra, rompepiedras, salamanquesa, sanguinaria, sanguinaria basta, sanguinaria común, sanguinaria mayor, sanguinaria menor, saucejo, saucillo, tramaladros, travalera, treintanudos, yerba de la golondrina, yerba de los cursos, yerba nudosa, yerba rastrera, yerba sanguinal, yerba terrera.[6]